# Sérgio Farias
Sérgio Ricardo de Paiva Farias, mais conhecido como Sérgio Farias, é um treinador de futebol brasileiro. Iniciou sua carreira em 1988 no Madureira E.C no Rio de Janeiro e após dois anos foi contratado pelo  C.R Vasco da Gama onde permaneceu por três anos. Transferiu-se para o estado de São Paulo onde atuou por Juventus, Santos e União Barbarense onde conquistou o seu primeiro título nacional (campeão brasileiro da série C), recebendo o reconhecimento da mídia e o convite para atuar no exterior (Coreia do Su). No país asiático foi campeão nacional e posteriormente campeão do continente, título que lhe valeu uma vaga no Mundial de Clubes FIFA de 2009, posição mais alta que um clube pode chegar. Atualmente Sérgio farias está atuando no Kuwait.
No Mundial de Clubes FIFA de 2009, o Pohang Steelers, comandado por Farias, terminou em 3º lugar.

## Títulos
União Barbarense
 Campeonato Brasileiro - Série C: 2004
Pohang Steelers
 K-League: 2007
 Copa da Coréia do Sul: 2008
 Copa da Liga Coreana: 2009
 Liga dos Campeões da Ásia: 2009